# Тяговая характеристика
Тяговая характеристика — графическое представление зависимости силы тяги от скорости движения, широко применяемое для оценки эксплуатационных качеств наземных транспортных машин, и в первую очередь локомотивов. Получается расчётным и экспериментальным путём. 